# قطعنامه ۱۹۲۸ شورای امنیت
قطعنامه ۱۹۲۸ شورای امنیت سازمان ملل متحد که در تاریخ ۰۷ ژوئن ۲۰۱۰ تصویب شد، سندی بین‌المللی دربارهٔ منبع گسترش جمهوری دموکراتیک خلق کره است. این قطعنامه طی نشست ۶۳۳۳ام با ۱۵ رای موافق، ۰ مخالف و ۰ ممتنع تصویب شد.